# ای. دی. هیرش
اریک «ای. دی.» دونالد هیرش جونیور (زادهٔ ۲۲ مارس ۱۹۲۸) معلم، منتقد ادبی، و نظریه‌پرداز آموزش‌و‌پرورش آمریکایی است. او استاد بازنشستهٔ آموزش و علوم انسانی در دانشگاه ویرجینیاست.
هیرش بیشتر بابت کتاب سواد فرهنگی (۱۹۸۷) شناخته می‌شود که پرفروش‌ترین کتاب ملی و کاتالیزوری برای جنبش اصلاحات آموزشی مبتنی بر استاندارد در ایالات متحده بود. سواد فرهنگی فهرستی است شامل تقریباً ۵۰۰۰ نام، عبارت، تاریخ و مفهوم که هر آمریکایی‌ای باید بداند تا «سواد فرهنگی» داشته باشد. استدلال‌های هیرش در دفاع از سواد فرهنگی، و محتوای فهرست در اواخر دههٔ ۸۰ و اوایل دههٔ ۹۰ بحث‌‌های گسترده‌ای برانگیخت.